# Мери Райли
Мери Райли (на английски: Mary Reilly) е драматичен трилър от 1996 г., режисиран от Стивън Фриърс, с участието на Джон Малкович, Джулия Робъртс и Глен Клоуз. Сценарият се основава на новелата „Мери Райли“ от Валери Мартин. За направата на филма отново се събира успешният екип (режисьорът Фриърс, сценаристът Хемптън и артистите Малкович и Клоуз), които са намесени в добилия голяма популярност „Опасни връзки“ от 1988 г.
Новелата на Валери Мартин от своя страна стъпва върху известната творба на Робърт Луис Стивънсън за доктор Джекил и мистър Хайд. Тук историята се разказва през очите на една от прислужниците на доктора, Мери Райли.

## В ролите
| Актьор         | Роля                               |
| -------------- | ---------------------------------- |
| Джон Малкович  | д-р Хенри Джекил / г-н Едуард Хайд |
| Джулия Робъртс | Мери Райли                         |
| Джордж Коул    | г-н Пул – икономът                 |
| Глен Клоуз     | г-жа Фарадей                       |
| Майкъл Гамбън  | бащата на Мери                     |
| Кати Стаф      | г-жа Кент                          |
| Майкъл Шийн    | Брадшоу                            |
| Брона Галахър  | Ани                                |
| Хенри Гудмън   | Хафингър                           |

## Награди и номинации
Берлински международен кинофестивал:
- Номинация за наградата „Златна мечка“ за режисьора Стивън Фриърс [1]